# Noël Williamson
Pour les articles homonymes, voir Williamson.
Noël C. Williamson, mort assassiné le 31 mars 1911 à Komsing (Pasighat, Inde), est un officier et explorateur britannique.

## Biographie
Il succède en décembre 1905 à Jack Francis Needham comme assistant politique à Sadiya (en).
Il reconnaît en 1907-1908 les sources du Brahmapoutre.
Capitaine, il explore avec le docteur J.D. Gregorson l'Assam. Accueilli avec hospitalité dans le village de Komsing, il part prendre un bain dans une rivière lorsqu'il est assassiné. Tous les hommes qui l'accompagnaient sont aussi tués. 